# La maschera dell'onestà
La maschera dell'onestà (titolo alternativo: La maschera tragica ) è un mediometraggio muto italiano del 1914 diretto da Baldassarre Negroni.